# Rhaphigaster
A Rhaphigaster a félfedelesszárnyúak (Hemiptera) rendjében a poloskák (Heteroptera) alrendjébe sorolt címerespoloska-alkatúak (Pentatomomorpha) öregcsalád névadó valódi címeres poloskák (Pentatomini) nemzetségének egyik neme négy–nyolc ismert és számos kevésbé ismert, illetve nem általánosan elfogadott fajjal. Egyes taxonómiai rendszerekben (pl. az ITIS-ében a nemet megszüntették; fajait más nemekbe csoportosították át.

## Származása, elterjedése
Fajai a palearktikus faunatartományban terjedtek A Mediterráneum európai részén három ismert faja (R. brevispina, R. haraldi, R. nebulosa) él. él; közülük Magyarországon  a bencepoloska (R. nebulosa), amit gyakran mezei poloskának neveznek.

## Megjelenése, felépítése
Szürkésbarna, nagy teste tojás alakú. A 2. haslemezen ülő tövisnyúlvány eléri az elülső csípőket. A connexivum feketén foltozott, a fekete csápokat sárga gyűrűk tarkázzák.